# Jerry Obiang
Jerry Obiang (sinh ngày 10 tháng 6 năm 1992 ở Libreville) là một cầu thủ bóng đá người Gabon. Anh thi đấu cho Đội tuyển bóng đá quốc gia Gabon. Anh từng thi đấu tại Thế vận hội Mùa hè 2012.